# Kazimierz Śliwa
Kazimierz Śliwa vel Kazimierz Greczyk, vel Kazimierz Bystrzycki pseud.: Strażak 2, Łom 2, Ziuk (ur. 22 listopada 1925 w Katowicach, zm. 23 października 2015 w Gdańsku) – żołnierz Armii Andersa, podoficer Polskich Sił Zbrojnych na Zachodzie i Armii Krajowej, major łączności rezerwy, najmłodszy cichociemny, honorowy prezes Okręgu Pomorskiego Światowego Związku Żołnierzy Armii Krajowej.

## Życiorys
Mieszkał wraz z rodziną w Katowicach, od 1929 do 1935 w Kielcach, później w Kaliszu. W czerwcu 1940 roku wywieziony z rodziną ze Lwowa w głąb ZSRR (zob. Represje ZSRR wobec Polaków i obywateli polskich 1939–1946). Tam, w obwodzie archangielskim niewolniczo pracował przy wyrębie lasu. Po podpisaniu układu Sikorski-Majski 22 lipca 1942 roku wstąpił do 15 pułku piechoty. Po przejściu pod dowództwo brytyjskie w Iranie został w Iraku ponownie przydzielony do 5 Wileńskiej Dywizji Piechoty. W pierwszym kwartale 1943 roku został przerzucony do Wielkiej Brytanii.
Zgłosił się do służby w kraju. Przeszkolony na kursach dla kandydatów na cichociemnych, m.in.  w dywersji, radiotelegrafii (Ośrodek Wyszkoleniowy Sekcji Dyspozycyjnej, Auchtetool, Polmont). Od  października 1943 jako instruktor łączności radiowej w Ośrodku Wyszkoleniowym nr 10 w Ostuni we Włoszech. Tam został zaprzysiężony na Rotę Armii Krajowej 12 maja 1944 roku.
Skoczył ze spadochronem do Polski w nocy 21/22 września 1944 z samolotu Liberator KG-834 „U” (1586 Eskadra PAF), w operacji lotniczej „Przemek 1” dowodzonej przez por. naw. Stanisława Kleybora.   Razem z nim skoczyli: ppor. Marian Leśkiewicz ps. Wygoda, płk Przemysław Nakoniecznikoff-Klukowski ps. Kruk 2, ppor. Zenon Sikorski ps. Pożar, por. Tadeusz Sokół ps. Bug 2, mjr Aleksander Stpiczyński ps. Klara.
Ekipa została zrzucona na placówkę odbiorczą „Rozmaryn” w okolicy wsi Czaryż. Skoczkowie przerzucili 303 tys. dolarów w banknotach, 3,6 tys. dolarów w złocie oraz 3 miliony złotych na potrzeby AK. Zrzucono także wraz ze skoczkami, w czterech nalotach, dwanaście zasobników i dwie paczki. Po aklimatyzacji dostał przydział do Okręgu Radom-Kielce AK na stanowisko radiotelegrafisty radiostacji „Wanda 46" przy 7 Dywizji Piechoty AK „Orzeł”. Od 7 października służył w 3 pułku piechoty Legionów AK, a od 15 grudnia pracował przy radiostacji pułkowej, utrzymując łączność pomiędzy komendą okręgu a Główną Bazą Przerzutową w Latiano pod Brindisi.
Po rozwiązaniu AK pozostał w konspiracji. Na początku marca dostał rozkaz zaprzestania łączności i ukrycia radiostacji. 22 marca został aresztowany przez UB na stacji kolejowej Skarżysko-Kamienna. Był więziony w więzieniu w Kielcach. Wyrokiem z 23 maja 1945 roku został skazany na karę śmierci za przynależność do AK. Mimo rozbicia więzienia przez oddział Antoniego Hedy „Szarego” w nocy z 4 na 5 sierpnia 1945 roku, pozostał w nieotwartej celi. Dowódca Okręgu Wojskowego w Łodzi gen. Bolesław Zarako-Zarakowski zamienił mu karę śmierci na 10 lat więzienia. Po amnestii karę złagodzono do 5 lat i Śliwa wyszedł z więzienia 1 czerwca 1948 roku. 24 czerwca 1969 roku Sąd Najwyższy – Izba Wojskowa zatarła skazanie.
Od 1949 roku Śliwa mieszkał w Gdańsku, nie mogąc znaleźć zatrudnienia z powodu prześladowania przez władze. Od 1950 roku pracował jako elektromonter w firmie budowlanej, następnie od 1952 roku – w biurze projektowym. Od 1964 roku był kierownikiem warsztatów elektrycznych w Okręgowych Zakładach gazownictwa w Gdańsku. W 1981 roku został dyrektorem Zakładu Gazyfikacji Bezprzewodowej w Gdyni. Od 1 stycznia 1986 roku przebywał na emeryturze.
W 1949 roku uzyskał małą maturę, a po kursach wieczorowych dla dorosłych ukończył w 1952 roku Liceum Techniczne, zdał maturę i uzyskał tytuł technika elektryka. W latach 1958–1964 studiował wieczorowo na Politechnice Gdańskiej, uzyskując tytuł inżyniera elektryka.

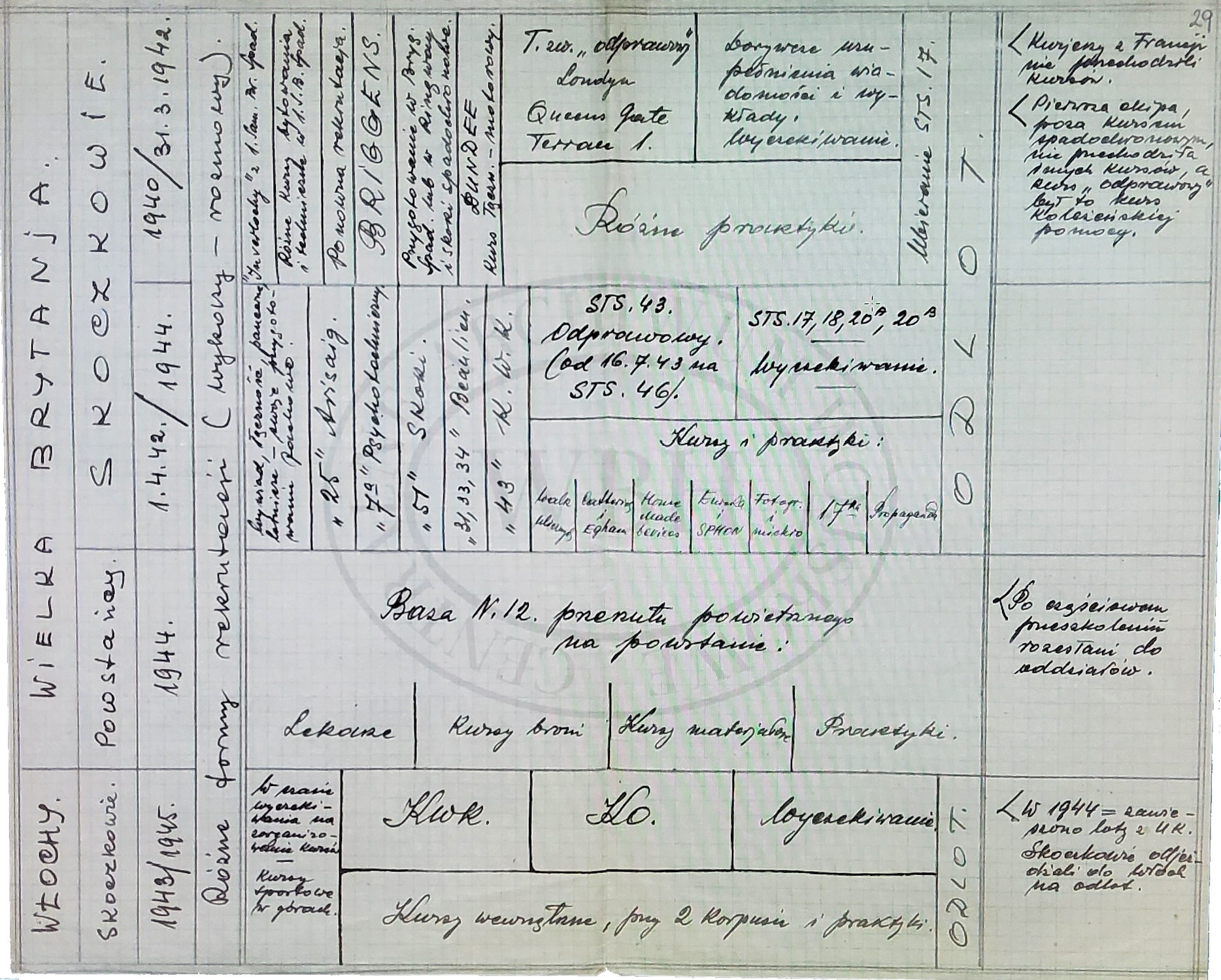
Uproszczony diagram szkolenia Cichociemnych

Kazimierz Śliwa był członkiem założycielem Światowego Związku Żołnierzy Armii Krajowej i od 1989 do 1997 roku prezesem Zarządu Okręgu Pomorskiego ŚZŻAK. W roku 2008 otrzymał tytuł Honorowego Prezesa Zarządu Okręgu Pomorskiego ŚZŻAK. Został pochowany na Cmentarzu Łostowickim w Gdańsku, w kwaterze żołnierzy Armii Krajowej.

## Awanse
- kapral – 8 kwietnia 1944 roku
- plutonowy – ze starszeństwem od 22 września 1944 roku

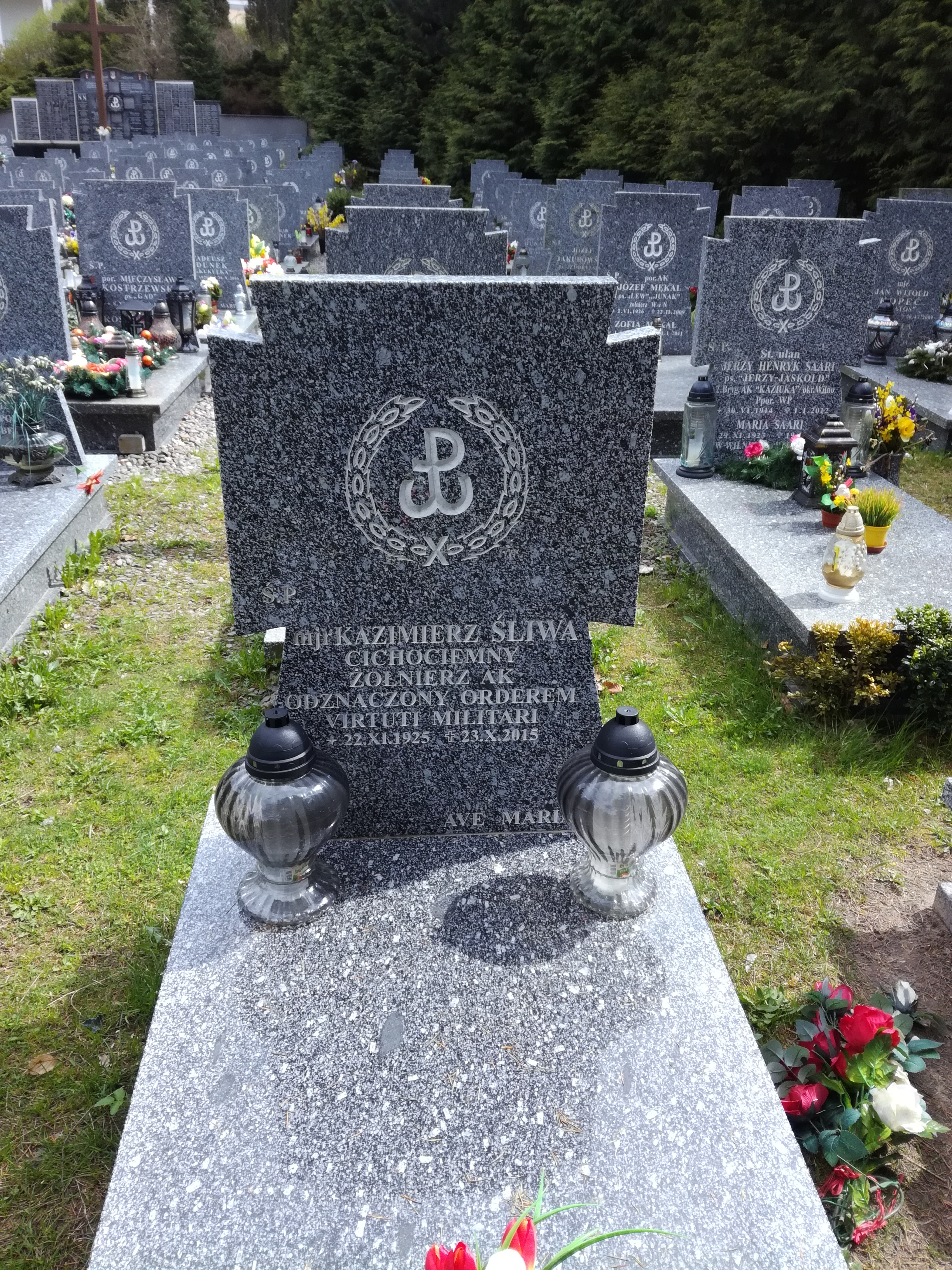
Grób mjra Kazimierza Śliwy na cmentarzu Łostowickim

- sierżant – przed 1994 rokiem
- podporucznik –
- porucznik –
- kapitan –
- major –

## Ordery i odznaczenia
- Krzyż Srebrny Orderu Wojennego Virtuti Militari – 1 stycznia 1945 roku
- Krzyż Komandorski Orderu Odrodzenia Polski[1]
- Krzyż Oficerski Orderu Odrodzenia Polski
- Krzyż Kawalerski Orderu Odrodzenia Polski
- Krzyż Armii Krajowej
- Medal Wojska
- Medal „Pro Memoria”
- Medal „Pro Patria”
- Złoty Medal Opiekuna Miejsc Pamięci Narodowej
- Złota Odznaka Zasługi Światowego Związku Żołnierzy Armii Krajowej
- War Medal 1939–1945 (Wielka Brytania)
- Defence Medal (Wielka Brytania).

## Życie rodzinne
Był synem Andrzeja, urzędnika bankowego, i Katarzyny z domu Regner. W 1953 roku ożenił się z Marią Malinowską (ur. w 1931 roku), z którą mieli córkę Aleksandrę zamężną Drygas (ur. w 1953 roku).